# Allineuc
Allineuc (bretonska: Alineg, gallo: Aleinoec) är en kommun i departementet Côtes-d'Armor i regionen Bretagne i nordvästra Frankrike. Kommunen ligger i kantonen Uzel som tillhör arrondissementet Saint-Brieuc. År 2022 hade Allineuc 592 invånare.

## Befolkningsutveckling
Antalet invånare i kommunen Allineuc
Referens:INSEE